# پورنوگرافی واقعیت‌محور

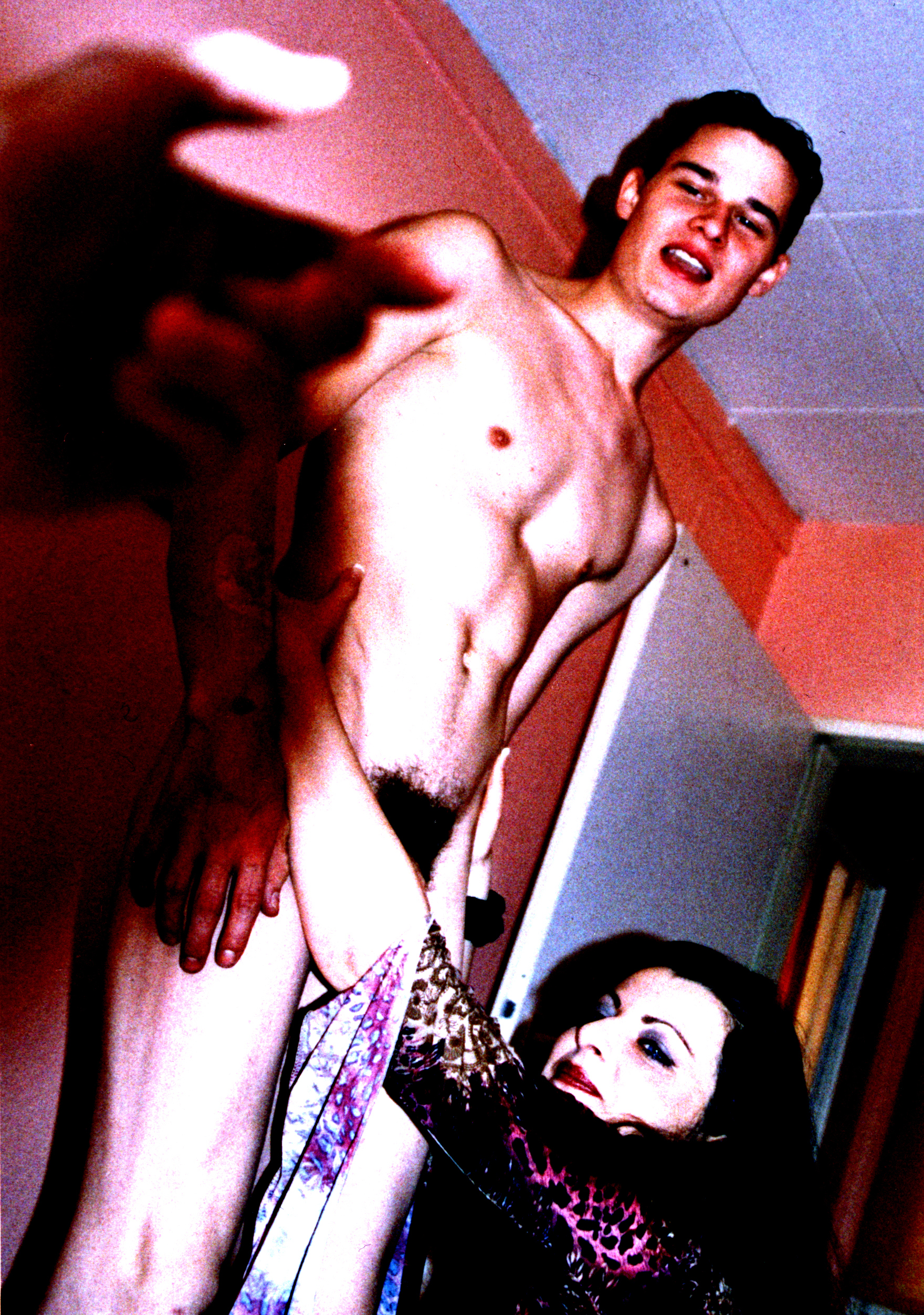
یک زن و یک مرد در حالت سکس

پورنوگرافی واقعیت‌محور یک ژانر پورنوگرافی است که صحنه‌های برقراری رابطه جنسی، معمولاً به صورت سینما وریته، فیلمبرداری می‌شوند و درواقع دخول جنسی مقدم است.